# Nieustraszeni (reality show)
Fear Factor (ang. czynniki strachu lub czynniki wywołujące lęk) – amerykański program telewizyjny typu reality (game) show, stawiający jego uczestników przed ekstremalnymi wyzwaniami psychofizycznymi poprzez wykorzystywanie w nich czynników wywołujących wśród graczy lęk, stres bądź obrzydzenie. Program bazuje na niderlandzkim Now or Neverland z 1998 roku, protoplaście formatu Fear Factor. Jego emisja rozpoczęła się 11 czerwca 2001 roku na antenie NBC i trwała sześć sezonów; w 2011 w ramach reaktywacji powstała siódma seria składająca się z dziewięciu odcinków, spośród których wyemitowano osiem; w 2017 własną wersję postanowiła wyprodukować MTV. 
W Polsce program emitowały telewizje Polsat (serie 1–6, pod nazwą Nieustraszeni), VIVA Polska (serie 1–7) oraz MTV Polska (dwie serie odsłony MTV). 

## Format
Zamysłem programu jest postawienie uczestników przed zadaniami, których wykonanie wymaga zmierzenia się z własnym lękiem lub obrzydzeniem. W większości odcinków zawodnicy mieli do wykonania trzy zadania. Pierwsze i trzecie były sprawdzianem siły i odwagi; najczęściej odbywały się one na wysokości, w wodzie (także pod wodą) lub w samochodzie. Drugie sprawdzało determinację i zdolność do pokonywania lęków i wstrętu; nierzadko gracze mieli do czynienia z żywymi zwierzętami (zarówno „dużymi”, jak i robakami). Z sześciu (lub czterech par) uczestników wyłaniano zwycięzcę, który wygrywał 50 000 dolarów.
W edycji telewizji MTV zawsze udział brały cztery pary, a gra podzielona była na trzy segmenty:
1. Beat the Beast (Pokonaj bestię) – zadania polegające na pokonaniu lęku przed zwierzętami, owadami itp;
2. Face Your Fear (Staw czoła swojemu lękowi) – zadania przygotowane pod kątem największych lęków uczestników;
3. Final Fear (Finałowy strach) – zadania fizyczne, często bardziej spektakularne.

Jeżeli zdarzyła się sytuacja, w której żaden z uczestników nie wykonał zadania, to z puli zabierane było 25 000 dol., a gra toczyła się dalej. Jeżeli zadanie ukończyła tylko jedna osoba, wtedy wygrywała 25 000 dol., a dalsza gra toczyła się o pozostałe pieniądze (wyjątkiem była pierwsza seria, w której zawodnikowi przyznano 10 000 dol., a kwota do wygrania pozostała na standardowym poziomie).

## Spis serii
| Seria | Seria | Odcinki      | Odcinki      | Lata      | Emisja (z reguły)       | Prowadzący |
| ----- | ----- | ------------ | ------------ | --------- | ----------------------- | ---------- |
| NBC   |       |              |              |           |                         |            |
| 1.    | 1.    | 1–10 (10)    | 1–10 (10)    | 2001      | poniedziałek            | Joe Rogan  |
| 2.    | 2.    | 11–30 (20)   | 11–30 (20)   | 2001–2002 | poniedziałek 19.00 (CT) | Joe Rogan  |
| 3.    | 3.    | 31–59 (29)   | 31–59 (29)   | 2002–2003 | poniedziałek 19.00 (CT) | Joe Rogan  |
| 4.    | 4.    | 60–93 (34)   | 60–93 (34)   | 2003–2004 | poniedziałek 19.00 (CT) | Joe Rogan  |
| 5.    | 5.    | 94–124 (31)  | 94–124 (31)  | 2004–2005 | poniedziałek 19.00 (CT) | Joe Rogan  |
| 6.    | 6.    | 125–146 (22) | 125–146 (22) | 2005–2006 | wtorek                  | Joe Rogan  |
| 7.    | 7.    | 147–155 (9)  | 147–155 (9)  | 2011–2012 | poniedziałek 20.00 (CT) | Joe Rogan  |
| MTV   |       |              |              |           |                         |            |
| 8.    | 1.    | 156–168 (13) | 1–13 (13)    | 2017      | wtorek 21.00 (CT)       | Ludacris   |
| 9.    | 2.    | 169–188 (20) | 14–33 (20)   | 2018      | bd.                     | Ludacris   |

## Odcinki specjalne

### Odcinki tematyczne
Program wielokrotnie urozmaicano wydaniami tematycznymi, takimi jak np. odcinek bożonarodzeniowy, odcinek z czterema zadaniami zamiast trzech, odcinek z zadaniami wyłącznie „obrzydliwymi”, odcinek, w trakcie którego nie można było spać, odcinek realizowany w Las Vegas (w którym zwycięzca musiał postawić połowę wygranej na Blackjacka), z bliźniakami, z rodzicami z dziećmi, z modelkami, z gwiazdami show businessu, typu randka w ciemno (dwoje nieznajomych przeciwnej płci tworzących drużynę) itp.
W drugim i trzecim sezonie odbyły się turnieje mistrzów. Zwycięzcy poszczególnych odcinków zmagali się ze sobą o 100 000 dolarów i samochód osobowy.
Ponadto warta odnotowania jest również wersja Couples, obejmująca 7 odcinków. 9 par (lub – w 5. serii – 8 par) walczyło w 17 zadaniach (lub – w 5. serii – 14) o nagrodę główną 1 000 000 dolarów oraz różne dodatkowe.
W szóstym sezonie przeprowadzana była tzw. inwazja domowa, w której ekipa tworząca program przyjeżdżała do domu zgłoszonej osoby. Wykonawszy jedno krótkie zadanie, można było wygrać nawet 5000 dolarów. Ta kilkuminutowa część pojawiała się zawsze pod koniec odcinka.

### Odcinki specjalne
W pierwszych dwóch seriach prowadzący w specjalnym odcinku przypominał najciekawsze zadania minionego sezonu. Tak samo było w sezonie trzecim, lecz zostało to rozbite na dwie części: 15 Najlepszych Momentów oraz Zadania ze Zwierzętami; również w trakcie tego sezonu wyemitowano making of programu.

## Lokalne wersje
Oprócz Holandii, USA i Polski program ten miał wiele lokalnych wersji w niemal 40 krajach świata; w niektórych wciąż jest nadawany.

W 2004 roku telewizja Polsat pokazała polską wersję programu, ale nie zdecydowała się na realizację drugiej edycji, a jedynie kontynuowała emisję oryginału.

## Muzyka
Muzyka pt. Fear Factor Theme została skomponowana i miksowana na potrzeby niektórych odcinków przez Russa Landau'a. Za tła muzyczne służyły również zmodyfikowane fragmenty ścieżki dźwiękowej brytyjskiej wersji programu Survivor.

## Parodie
Program ze względu na swoją formułę doczekał się licznych parodii, zarówno amatorskich, jak i profesjonalnych. Odmienny pomysł na reality show został przedstawiony m.in. w programie MADtv telewizji FOX. Również dla Comedy Central powstała kilkuminutowa parodia, w której wystąpił sam Joe Rogan. Wśród polskich parodii najszerzej znany jest prześmiewczy obraz „Nieustraszonych” w 279. odcinku „Świata według Kiepskich”, zatytułowanym „Niezastraszeni”.
Na oficjalnym kanale programu na YouTube zamieszczono 6 filmików będących remiksami fragmentów odcinków różnych serii.